# Javier Mariátegui Chiappe
Javier Mariátegui Chiappe (Lima, 13 de septiembre de 1928 - ibidem, 3 de agosto de 2008) fue un psiquiatra e intelectual peruano. Fue el menor de los hijos de José Carlos Mariátegui y Anna Chiappe. Estudió en la Universidad de San Marcos donde también ejerció la docencia; fue también profesor fundador de la Universidad Peruana Cayetano Heredia además creador y Director General Fundador del Instituto Nacional de Salud Mental “Honorio Delgado-Hideyo Noguchi”.

## Primeros años
En 1947 ingresó en la Universidad de San Marcos; inicialmente, estudió simultáneamente  pre-médicas y letras.  Luego, en 1949, siguió estudios en la Facultad de Medicina de San Fernando. Fue justamente con su compañero de carpeta en el Colegio San Luis del hoy Padre Gustavo Gutiérrez, que llevaron en paralelo ciencias y humanidades, disfrutando de clases de filosofía, como las de Mariano Ibérico y así pasaron juntos a cursar el primer año de medicina; ambos siendo también representantes universitarios. En 1956 se recibió de Médico-Cirujano con la tesis "Psicopatología de la intoxicación experimental con la dietilamida del ácido d-lisérgico" (con calificativo de veinte) y fue distinguido con la contenta por haber obtenido el más alto puntaje durante sus estudios, sin embargo decidió quedarse en el Perú.

## Vida académica y profesional
En 1957, se incorporó a la docencia y fue jefe de clínica en la cátedra de Psiquiatría que dirigía Honorio Delgado y como delegado de los profesores de esa categoría, integró en 1960 el consejo de facultad. En 1961, participó en el movimiento de profesores que decidió la fundación de la Universidad Peruana Cayetano Heredia. Reconocido como docente auxiliar, formó parte de su primer consejo universitario e incorporado al departamento de Psiquiatría, en 1971 fue promovido a la categoría de catedrático principal. En 1972 optó el Grado de Doctor en Medicina en la Universidad Peruana Cayetano Heredia, con la tesis: Socio-psiquiatría en el Perú. Algunos aspectos de investigación.
Su labor hospitalaria se inició en 1957 en el Hospital Víctor Larco Herrera y desde 1962 ejerció la jefatura del Servicio de Salud Mental "Honorio Delgado" (ex "Clínica Psiquiátrica de Día") perteneciente al Ministerio de Salud Pública. Fue el primer Director General y fundador del Instituto Nacional de Salud Mental “Honorio Delgado-Hideyo Noguchi” (1982 a 1987). 
En 1963 publicó su primer libro Estudios de Psiquiatría Social en el Perú con Baltazar Caravedo, Humberto Rotondo y en 1969 “Epidemiología Psiquiátrica de un Distrito Urbano de Lima” con Verna Alva y Ovidio De León.

## Discípulo de Honorio Delgado
Javier Mariátegui siempre resaltó por su lealtad intelectual y gran admiración por personas que marcaron su formación académica, tanto figuras representativas del pensamiento y de la medicina peruana así como por algunos de sus maestros universitarios. Es así que escribió periódicamente semblanzas y publicó libros en homenaje de ilustres intelectuales y médicos peruanos, algunos que consideró importante rescatar así como otros con los que mantuvo un contacto personal. Destacan el libro Hermilio Valdizán. El proyecto de una psiquiatría peruana (Lima, 1981) y recientemente Juan Francisco Valega y la Lima de su Tiempo (Lima, 2001). 
Fue conspicuo discípulo de Honorio Delgado, y como Titular de la Cátedra “Honorio Delgado” de la Universidad Peruana Cayetano Heredia, organizó los Actos Evocativos y los Programas de la Conmemoración del Centenario del nacimiento del Profesor Delgado (1892-1992), primer Rector de la Universidad Peruana Cayetano Heredia. De la misma forma fue editor del proyecto de publicación de sus obras completa en sucesivos volúmenes. Desde 1969 fue director-Editor de la Revista de Neuro-Psiquiatría, fundada por Honorio Delgado y Julio Oscar Trelles en 1938 y que se edita regularmente hasta la fecha. En 1989 dirigió la edición de La Psiquiatría en América Latina (Editorial Losada, Buenos Aires), una de los primeras compilaciones sobre la realidad psiquiátrica en América Latina. También fue miembro del Board Editorial de Acta Psychiatrica Scandinavica y Editor de Acta Herediana, publicación semestral de la UPCH, entre muchas otras.
En el campo profesional fue miembro de numerosas organizaciones y comités entre los que destacaba el Comité de Expertos en Salud Mental de la Organización Mundial de la Salud. 
Fue autor de varios libros y más de cien trabajos científicos y un número similar de ensayos y artículos periodísticos. Sus intereses profesionales se orientaron a la psiquiatría clínica, psicopatología clínica, psicofarmacología, psiquiatría social, historia de la psiquiatría y la salud mental.

## Hijo delAmauta
La admiración por su padre, José Carlos Mariátegui, lo llevó a dedicarse desde muy joven a la publicación de sus obras completas y a difundir sus ideas. Es así que desde 1988 empieza a producir sistemáticamente artículos referidos a su padre. En 1989, participó como coeditor, junto a su hermano José Carlos, del Anuario Mariateguiano, publicación periódica dedicada exclusivamente a obras de /o sobre José Carlos Mariátegui. En 1994 participó de la organización de las actividades vinculadas al centenario del Amauta. En el año 2005 fue nombrado Director Honorario de la Casa Museo José Carlos Mariátegui del Instituto Nacional de Cultura (hoy Ministerio de Cultura del Perú). Ha publicado más de 40 artículos en relación con el Amauta.
Su labor en el campo de la psiquiatría y la vida intelectual peruana lo hizo ser nombrado Miembro Titular de la Academia Nacional de Medicina (1987) y de la Academia Peruana de la Lengua (1993). En 1994, fue nombrado Profesor Emérito de la Facultad de Medicina de la Universidad Nacional Mayor de San Marcos, y, en 1999, de la Universidad Peruana Cayetano Heredia.
Sus restos descansan, junto a los de su madre Anna Chiappe y su hermano Sandro, al lado de los de su padre en el Cementerio Presbítero Matías Maestro de Lima.

## Obras
- Estudios de Psiquiatría Social en el Perú (con B. Caravedo, H. Rotondo y col.), Ediciones del Sol, Lima, 400 págs. 1963.
- Epidemiología Psiquiátrica de un Distrito Urbano de Lima (con V. Alva y 0. De León), Ediciones de la Revista de Neuro-Psiquiatría, Lima, 115 págs. 1969.
- Estudios de Epidemiología Psiquiátrica en América Latina (Editado con la colaboración de Gonzalo Adis Castro), Monografía 2 de Acta Psiquiátrica y Psicológica de América Latina, Buenos Aires, junio de 1970.
- Sociopsiquiatría en el Perú. Algunos aspectos de investigación. Tesis Doctoral, Universidad Peruana Cayetano Heredia, Lima, 71 pags. 1972.
- Hermilio Valdizán. El proyecto de una psiquiatría peruana, Editorial Minerva Miraflores, Lima, 161 págs. 1981.
- Salud Mental y Realidad Nacional. El primer quinquenio del Instituto Nacional de Salud Mental, Editorial Minerva Miraflores, Lima, 275 págs. 1988.
- La Psiquiatría en América Latina (Ed. J. Mariátegui), Editorial Losada, Buenos Aires, 230 págs. 1989.
- Freud y el Psicoanálisis. Escritos y Testimonio de Honorio Delgado (Introducción, compilación y notas de Javier Mariategui), Fondo Editorial de la Universidad Peruana Cayetano Heredia, Industrial gráfica, Lima, 572 págs., 1989.
- Paleopsiquiatría del Antiguo Perú de Hermilio Valdizán (Introducción, compilación y notas de Javier Mariátegui), Fondo Editorial de la UPCH, Industrialgráfica, Lima, 226 págs. 1990.
- El Médico, la Medicina y el Alma de Honorio Delgado (Compilación y postfacio de Javier Mariátegui), Fondo Editorial de UPCH, Industrialgráfica, Lima, 180 págs., 1992.
- Elogio de Honorio Delgado y otras notas sobre su Centenario (Publicación de la Cátedra Honorio Delgado, UPCH), pp 64. Editorial Minerva Miraflores, Lima, 1993.
- Ecología, tiempo anímico y existencia de Honorio Delgado (Compilación y prefacio de Javier Mariátegui), Fondo Editorial de UPCH, Industrialgráfica, Lima, 180 págs., 1993.
- El Mercurio Peruano y la Medicina, Fondo Editorial de la Universidad Peruana Cayetano Heredia, Editorial Minerva-Miraflores, Lima, 146 págs., 1994.
- La Medicina como Arte Literario en el Perú, Edición personal, Editorial Minerva-Miraflores, 62 págs., 1994.
- Juan Francisco Valega y la Lima de su Tiempo, Fondo Editorial del Congreso de la República, 202 págs., 2001.
- José Carlos Mariátegui: Formación, Contexto e Influencia de un Pensamiento, Universidad Ricardo Palma - Editorial Universitaria y Casa Museo José Carlos Mariátegui, 223 pp., 2012.